# Antoni Soriguera Crehuet
Antoni Soriguera Crehuet (de vegades Antoni Gil o simplement Gil) va néixer a Torà a mitjans del segle xviii i va morir a Reus el 1843. Va ser apotecari militar. Era membre honorari del Real Colegio de Boticarios de Madrid i corresponsal de l'Acadèmia de Medicina Pràctica de Barcelona.
El seu pare, Nicolau Soriguera, era també apotecari a Torà. A la vora de Torà, al terme de Biosca, existeix encara una gran casa de pagès coneguda amb el nom de Soriguera, sens dubte de la família de Nicolau. Pel gener de 1778 Antoni Soriguera es casà a Reus i s'instal·là d'apotecari en aquella ciutat. El 1805 va participar en l'elaboració d'un informe sobre la conveniència o no de construir un Canal de Reus a Salou, per si hi havia perill d'epidèmia per les febres tercianes, juntament amb el doctor Jaume Ardèvol, el doctor Tomàs Sol i el doctor Antoni Pastells. Es va allistar a l'exèrcit i va participar en la Guerra del francès. Ascendit pels seus coneixements i pel seu valor, l'octubre de 1808 va ser nomenat, pel Capità General Domingo Traggia, marquès de Palacio, apotecari major de l'Exèrcit de la Dreta, anomenat anteriorment Exèrcit de Catalunya. El 1809 va participar com a primer apotecari a la Batalla del Pont del Goi, on les forces franceses de Saint-Cyr van vèncer l'exèrcit espanyol comandat per Teodoro Reding. Aquest últim va morir als pocs dies a Tarragona, de les ferides rebudes en la batalla.
El mateix 1809 enviudà i es casà a Reus en segones núpcies, amb Maria Aulès, d'una família de comerciants locals. També el 1809 va publicar a Tarragona, a la impremta de Brusi, un llibret sobre l'establiment de salnitreres i la manera d'extreure el nitre. Sembla que Soriguera va deixar el càrrec d'apotecari major de l'exèrcit el mateix 1809, en casar-se. Quan el general Joaquín Blake va ser nomenat Capità General de Catalunya i va passar per Reus el 1810, va ser rebut pel batlle Baltasar Gil i per Antoni Soriguera, que havia estat Apotecari Major del seu exèrcit, i es van saludar efusivament. Soriguera però no va deixar completament l'exèrcit, tot i que exercia d'apotecari a Reus, ja que el 1829 consta en un cens reusenc com a "apotecari militar". Persona amb prestigi a la ciutat, va ser regidor de l'ajuntament de Reus el 1816, i el 1817-1818 era membre de la Junta d'Obres de l'església de sant Pere. Va ser amic personal del doctor Jaume Ardèvol amb qui va mantenir una abundosa correspondència. Antoni Soriguera va veure l'afusellament a Reus del seu fill Gil Soriguera el 3 de maig de 1837 i la mort al castell de Pilats de Tarragona d'un altre fill seu, Pere Soriguera, estudiant de medicina. Antoni Soriguera va morir a Reus el 1843.